# إجراءات الإذعان
إجراءات الإذعان (بالإنجليزية:Adhesion procedure) إجراء الإذعان أو إجراء الالتصاق أو الإجراءات الفرعية هو إجراء يمكن من خلاله لمحكمة القانون أن تبت في التعويض عن ضحية جريمة جنائية. بدلا من السعي إلى التعويض في عمل مدني منفصل ويرفع الضحية دعوى مدنية ضد الجاني كجزء من المحاكمة الجنائية.
هذا النظام موجود في بعض الولايات القضائية للقانون المدني بما في ذلك النمسا والجمهورية التشيكية و ألمانيا و هولندا وسلوفاكيا . the التشيك, ألمانيا,